# 白鹿潭
白鹿潭是位于韩国济州岛汉拏山山顶火山口的湖泊，海拔1850米，湖面直径约300米，周长1公里，深约6米，是韩国最大的天然湖泊。
传说在很久以前，神仙们曾骑着白鹿来到汉拏山游玩。“白鹿潭”因此而得名。